# Nagako Kuni
Keizerin Kōjun (Japans: 香淳皇后, Kōjun Kōgō) (Tokio, 6 maart 1903 - aldaar, 16 juni 2000) was de keizerin-gemalin van Hirohito met wie ze in 1924 trouwde. Ze werd geboren als prinses Kuni Nagako (久邇宮良子女王 kuni-no-miya nagako joō). Nagako was de langst levende keizerin van Japan.

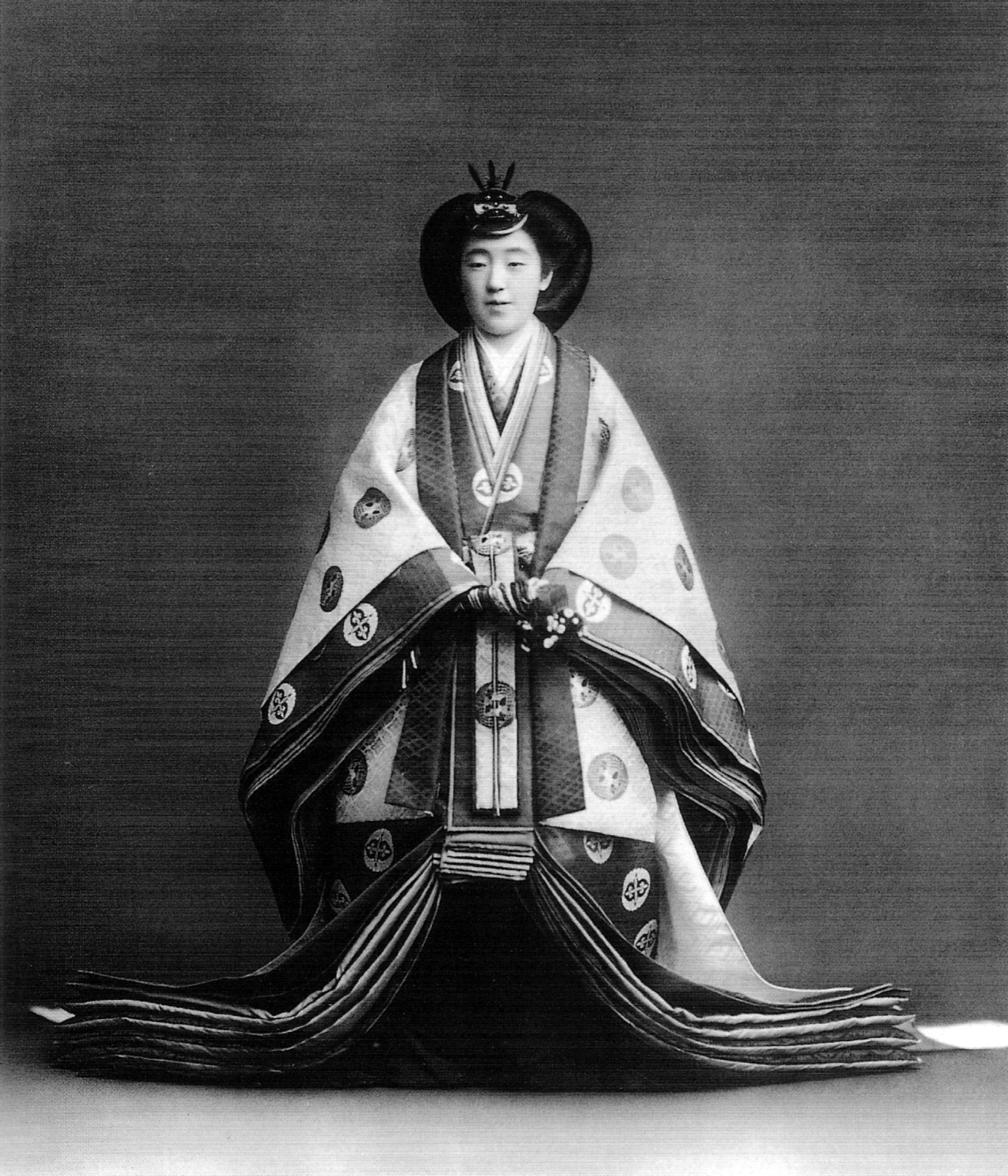
Foto van Nagako Kuni genomen in 1926 bij de kroning

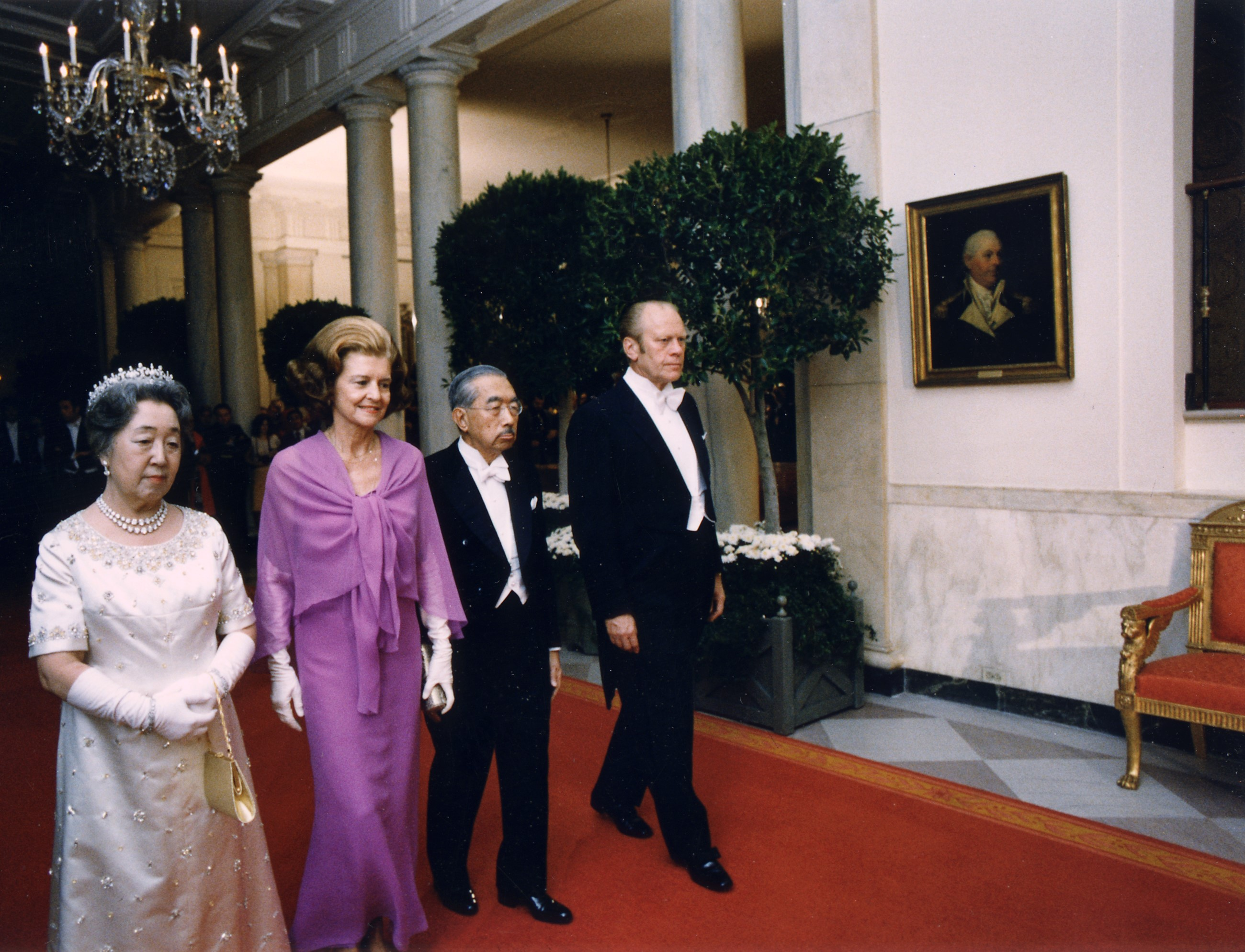
Keizerin Nagako (links) tijdens een bezoek aan president Ford (1975)

In 1926 besteeg Hirohito de Japanse troon. In 1933 werd hun eerste zoon geboren, Akihito, die van 1989 tot zijn aftreden in 2019 de 125e keizer van Japan was. (Akihito werd geboren nadat de keizerin eerst vier dochters had gekregen.) Nagako stond aanvankelijk bekend als een zachtaardige vrouw, maar die reputatie veranderde toen een hoffunctionaris in de jaren zestig zijn memoires publiceerde. Hierin kwam naar voren dat Nagako op gespannen voet stond met Michiko, de vrouw van Akihito. Ten tijde van Hirohito's dood in 1989 leed Nagako naar alle waarschijnlijkheid aan dementie. Ze woonde zijn begrafenis niet bij en verscheen sinds 1988 niet meer in het openbaar. Wel verschenen er in 1996 foto's van de keizerin, nadat de pers geklaagd had over haar afzondering.

## Kinderen
1. Prinses Teru (Shigeko) (照宮成子 teru no miya shigeko) (9 december 1925 - 23 juli 1961) later prinses Higashikuni Morihiro, daarna, mw. Higashikuni
2. Prinses Hisa (Sachiko) (久宮祐子 hisa no miya sachiko) (10 september 1927 - 8 maart 1928)
3. Prinses Taka (Kazuko) (孝宮和子 taka no miya kazuko) (30 september 1929 - 28 mei 1989), later mw. Takatsukasa Toshimichi
4. Prinses Yori (Atsuko) (順宮厚子 yori no miya atsuko) (7 maart 1931) later mw. Ikeda Takamasa
5. Kroonprins Tsugu (Akihito) (継宮明仁 tsugu no miya akihito) (23 december 1933)
6. Prins Yoshi (Masahito) (義宮正仁 yoshi no miya masahito) (28 november 1935) prins Hitachi (常陸宮 hitachi no miya) sinds 1 oktober 1964
7. Prinses Suga (Takako) (清宮貴子 suga no miya takako) (3 maart 1939) later mw. Shimazu Hisanaga

Keizerin Nagako overleed in 2000 en kreeg de postume titel Keizerin Kojun (香淳皇后 kōjun kōgō).